# Рыжий лес
Рыжий лес (укр. Рудий ліс), иногда Ржавый лес, Красный лес — около 202 км² деревьев, прилегающих к Чернобыльской АЭС, принявших на себя наибольшую долю выброса радиоактивной пыли во время взрыва реактора в 1986 году.
Высокая доза поглощённой радиации во время аварии привела к гибели деревьев (преимущественно сосен) и окрашиванию их в буро-красный цвет, которое произошло в течение 30 минут после взрыва. Во время работ по дезактивации территории лес был снесён бульдозерами и захоронен.

## Состояние леса
В XXI веке лес на этой территории восстанавливается естественным путём. Основные радиационные нагрузки на сосну в результате аварии на ЧАЭС пришлись на период активизации процессов роста растений. В такой период радиочувствительность растений увеличивается в 1,5—3 раза по сравнению с другими периодами. Крона сосен достаточно плотная и является эффективным фильтром, что способствовало задержке значительного количества радиоактивной пыли и аэрозолей в кронах этих деревьев. Сосна не сбрасывает хвою на протяжении 2—3 лет, что обуславливает медленную естественную очистку крон по сравнению с деревьями лиственных пород. Этот фактор усилил радиационное поражение хвойных по сравнению с другими породами.
Результаты радиационного поражения соснового леса оказались в прямой зависимости от полученных дозовых нагрузок. По характеру радиационного поражения учёными было выделено четыре зоны:
1. Зона полной гибели хвойных пород с частичным повреждением лиственных пород (так называемый «Рыжий лес»). Уровни поглощённых доз (по расчётам учёных) по внешнему гамма-облучению в 1986—1987 годах составило — 8000—10000 рад при максимальной мощности экспозиционной дозы — 500 мР/ч и больше. Площадь этой зоны составляет около 4,5 тысяч гектар. В этой зоне надземные органы сосны погибли полностью, а хвоя приобрела кирпичный цвет. Весь лес практически «сгорел», аккумулировав на себе значительные объёмы радиоактивных выбросов. Необходимость захоронения мёртвой древесины обусловлена её сильной загрязнённостью радиоактивными веществами. На территории «Рыжего леса» были осуществлены первоочередные мероприятия по восстановлению леса. На площади 500 гектар этой территории лес уже восстанавливается.
2. Зона сублетальных поражений леса, в которой погибло от 25 до 40 % деревьев, а также погибла большая часть лесного подлеска (1—2,5 м высоты). В 90—95 % деревьев сильно повреждены и отмерли молодые побеги и почки. Поглощённая доза — 1000—8000 рад, мощность экспозиционной дозы — 200—250 мР/ч. Площадь зоны составляла 12,5 тыс. гектар, в том числе сосновых лесов — 3,8 тыс. гектар.
3. Зона среднего повреждения соснового леса. Для данной зоны характерным было поражение в основном молодых побегов, а хвоя желтела только на отдельных участках веток. Отмечались также небольшие морфологические отклонения в росте сосны, но эти растения сохранили свою жизнеспособность. Поглощённая доза — 400—500 рад, мощность экспозиционной дозы — 50—200 мР/ч. Площадь третьей зоны составляла 43,3 тысяч гектар, в том числе сосновых лесов — 11,9 тысяч гектар.
4. Зона слабого поражения, где отмечались отдельные аномалии в ростовых процессах. Видимые повреждения у сосен найдены не были. Все деревья сохранили нормальный рост и цвет хвои. Поглощённая доза составила 50—120 рад, мощность экспозиционной дозы — 20 мР/ч.

Радиационная карта участка Рыжего леса площадью в 15 км², составленная при помощи беспилотных самолётов, показала, что гамма-фон отдельных участков почвы заметно выше допустимого. Неожиданно высоким оказался радиационный фон у одного из заброшенных строений, где проводилась дезактивация почвы, излучение здесь составляет 1,2 миллизиверта в час.

## Происшествия
В 2020 году 13 апреля пожар, бушующий в Чернобыле, подобрался к Рыжему лесу. В тот же день глава Ассоциации чернобыльских туроператоров Ярослав Емельяненко сообщил, что Рыжий лес в зоне отчуждения наполовину выгорел, а пожар может перекинуться на Припять.
В 2022 году во время российского вторжения на Украину работники ЧАЭС сообщили, что российские солдаты проехали на бронетехнике через Рыжий лес, подняв тучи радиоактивной пыли. Снимки с украинских дронов доказывают, что российские войска начали строить фортификационные сооружения на территории леса, вследствие чего солдаты наверняка получили определённую дозу облучения. Местные рабочие сообщили, что российские войска, двигавшиеся через Рыжий лес, не использовали защитные костюмы и потенциально могли подвергать себя опасности. 31 марта 2022 года сообщалось, что большая часть российских войск, оккупировавших Чернобыль, была вынуждена отступить из-за лучевой болезни, вызванной рытьём траншей в сильно загрязнённом Рыжем лесу.
Согласно непроверенным сообщениям из прессы, несколько десятков солдат РФ были направлены из чернобыльской зоны в радиологический госпиталь в Гомеле с симптомами радиационной болезни. 1 апреля 2022 года The Telegraph сообщила, что один российский солдат уже скончался от острой лучевой болезни после длительного пребывания в лагере в Рыжем лесу. 28 апреля 2022 года вышел Доклад МАГАТЭ, включающий предварительные данные по обследованию окопов, в котором указано, что на территории окопов мощность дозы составляет 0,2—0,75 мкЗв/ч.